# János Bolyai

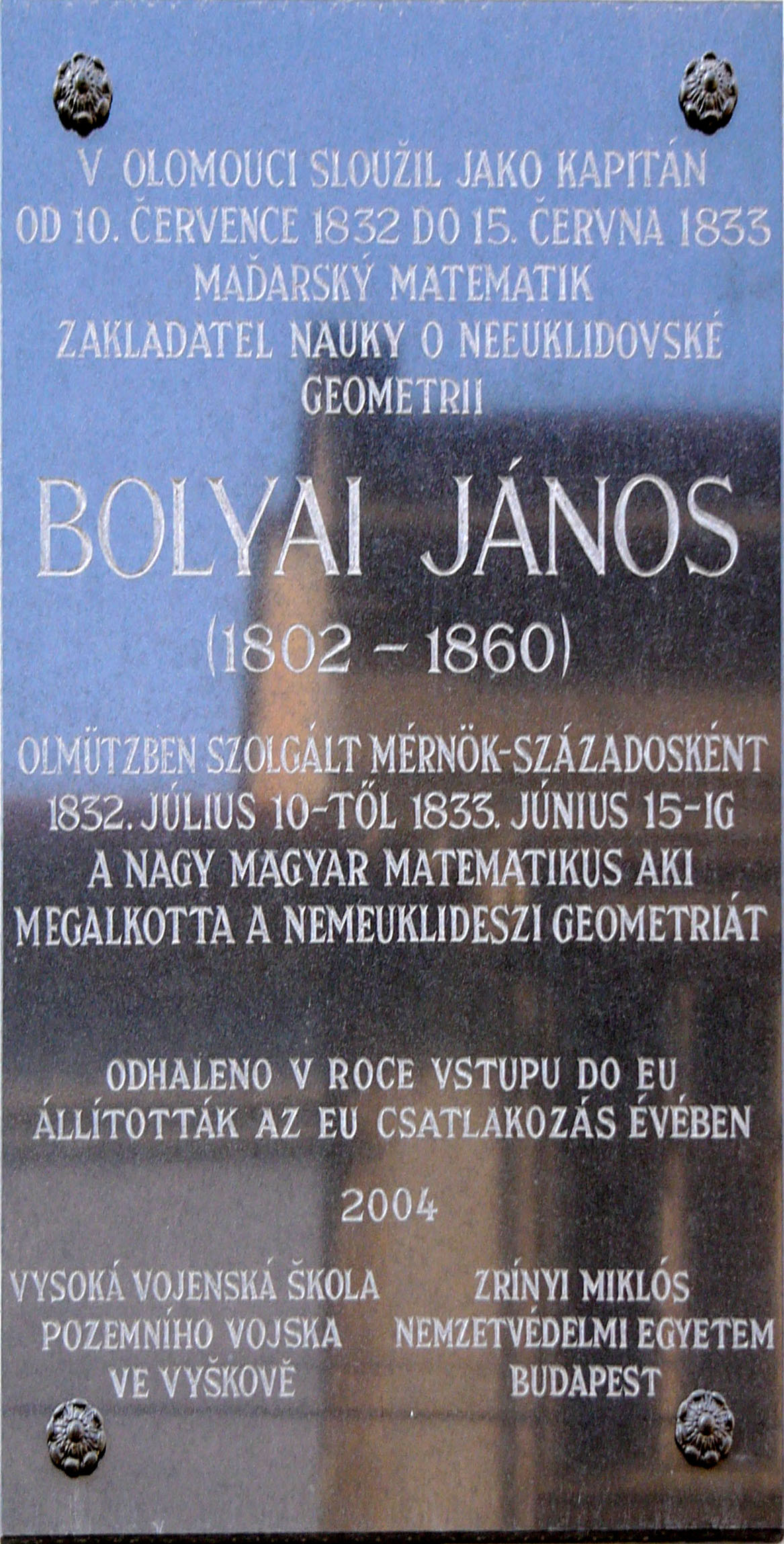
János Bolyai – pamětní deska v Olomouci.

János Bolyai [bójaj] (15. prosince 1802 – 27. ledna 1860) byl maďarský matematik, jeden ze zakladatelů neeuklidovské geometrie.

## Život
Narodil se ve městě Kolozsvár, Sedmihradsko, Uherské království (dnes Cluj-Napoca, Rumunsko). Jeho otec Farkas Bolyai (1775–1856) byl prvním významnějším maďarským matematikem. Učil matematiku, fyziku a chemii na gymnáziu a byl spolužákem C. F. Gausse. János díky svému otci již ve třinácti letech zvládl kalkulus a analytickou mechaniku. V letech 1818–1823 studoval vojenskou inženýrskou akademii ve Vídni. I když se celý život matematikou zabýval, nikdy se nestal profesionálním matematikem. Jeho práce často nebyly druhými pochopeny či ohodnoceny, jak by očekával, a to ho uvrhovalo do mnoha psychických problémů, s kterými se potýkal do konce života. Své práce se později již bál publikovat. Zemřel sám a v nouzi ve věku 57 let.
Bolyai byl taktéž polyglot – hovořil devíti cizími jazyky včetně čínštiny a tibetštiny. Do dnešní doby se nezachoval žádný Bolyaiho autentický portrét.
Po Bolyaiovi je pojmenován kráter na Měsíci a mnoho škol, mezi nimi největší rumunská universita – Babeş-Bolyai, maďarská universita – Debrecen, a také Akademie věd Maďarska.

## Matematická práce
János se soustředil především na problém 5. Euklidova postulátu – tedy postulátu rovnoběžnosti. Na tento problém ho zřejmě přivedl jeho otec, který se jím sám dlouhá léta zabýval. Otec sám ho však od řešení tohoto problému zpočátku odrazoval. János došel k názoru, že tento postulát je na ostatních nezávislý, a jeho negace tak dá vzniknout dalším geometriím, odlišným od euklidovské. Svému otci toto popsal slovy: „Z ničeho nic jsem vytvořil nový zvláštní vesmír.“ Mezi lety 1820–1823 připravoval kompletní pojednání o neeuklidovských geometriích. K názoru o nedokazatelnosti postulátu došel zřejmě kolem roku 1823, tedy ve stejné době jako ruský matematik Nikolaj Ivanovič Lobačevskij. János se na popud svého otce marně snažil své práce vydat. Jeho učitel z akademie mu je po třech letech vrátil. O práci Lobačevského však János ani jeho otec nevěděli, neboť oba pracovali v izolaci od ostatního vědeckého světa. Bolyai s Lobačevským navzájem neznali ani sebe, ani svou práci. János se o ní dozvěděl v roce 1848. Lobačevského práce vycházela postupně od roku 1829, Jánosova práce vyšla až roku 1832 jako dodatek k otcově učebnici matematiky pod názvem Appendix scientiam spatii absolute veram exhibens... (Přídavek předvádějící absolutně pravdivou vědu o prostoru...). Jánosův otec poslal práci na posouzení Gaussovi. Ten po přečtení tohoto přídavku napsal svému příteli, že „považuje tohoto mladého geometra Bolyaie za génia první kategorie“. Nicméně, ač se mu práce líbila, informoval Bolyaie o tom, že tyto výsledky jsou jemu samotnému již dávno známy, jen je nechtěl publikovat. Od té doby se Jánosův psychický stav začal zhoršovat. Z dnešních poznatků můžeme říci, že Gauss o neeuklidovských geometriích věděl již na počátku 19. století, avšak nic nepublikoval. Bolyai svůj objev učinil před rokem 1825, ale publikoval až roku 1832. Lobačevskij svoje poznatky zveřejnil nejdříve – roku 1826, vyšly pak roku 1829. Ačkoliv se v jeho práci nacházela i určitá zobecnění Bolyaiových objevů, obsahovala pouze hyperbolickou geometrii.
Kromě svého příspěvku ke vzniku neeuklidovské geometrie János vyvinul pečlivou geometrickou interpretaci komplexních čísel jako uspořádaných dvojic reálných čísel. Kromě svého dodatku k otcově učebnici již nic nevydal. Zanechal po sobě více než 20 000 rukopisů. Ty se nyní nacházejí v Bolyai-Telekiově knihovně v Târgu Mureş v Rumunsku.